# Subterrânea
Subterrânea é um lugar fictício que aparece nos quadrinhos da Marvel Comics. Ele fica abaixo da superfície da Terra. É formado por uma rede gigantesca de cavernas, passagens e túneis, alguns com tamanho suficiente para conterem grandes cidades, habitadas por vários povos subterrâneos. O primeiro registro de uma entrada para Subterrânea foi a descoberta da "Ilha Monstro", na primeira aventura do Quarteto Fantástico. Subterrânea possui água em rios, piscinas e lagos subterrâneos. A temperatura é alta mas inexiste clima. A atmosfera é a mesma da superfície, com ar fresco renovado que passa pelas ligações com o ambiente externo.
Existem três espécies em Subterrânea: os Gortoquianos, os Molóides e os Homens-Lava.

## Gortoquianos
Foi a primeira espécie de subterrâneos. Criados pelos Deviantes e transformados em seus escravos durante séculos, até que se rebelaram. Os Gortoquianos morreram ou desapareceram, sendo que se conhece apenas um sobrevivente: Grotesco, notabilizado por ter aparentemente matado o Professor X, líder dos X-Men. (Na verdade, depois se descobriu que quem havia morrido fora um mutante transmorfo, que tomara o lugar do Professor).
Os Gortoquianos apareceram na revista X-Men #41 (Fevereiro de 1968), criados por Roy Thomas e Don Heck.

## Molóides
Os Molóides ou "Povo Toupeira" foram a criação seguinte dos Deviantes. Eles eram fisicamente adaptados para as condições de Subterrânea, e consequentemente sempre aparecem em grande número. Mas suas limitadas capacidades físicas e mentais os fizeram ser rejeitados pelos Deviantes, que tentaram exterminá-los. Atualmente, eles são os servos do Toupeira e frequentemente causam problemas para o Quarteto Fantástico, ajudando os planos de seu mestre super-vilão e seus monstros. Os Tyranóides são uma variação dos Molóides e servem o quase-imortal Tyrannus. Eles são em menor quantidade e não tão limitados mentalmente como seus primos. Sob as ordens de Tyrannus, os Tyranóides enfrentaram várias vezes o incrível Hulk. Em certa ocasião Hulk ficou amigo do campeão dos Tyranóides, Mogol, mas depois descobriu que este ser era na verdade um andróide de Tyrannus, criado para enganá-lo.
Os Molóides apareceram pela primeira vez na revista Fantastic Four #22 (Janeiro de 1964) e foram criados por Stan Lee e Jack Kirby. Os Tyranóides surgiram na revista Hulk #5 (1963).

## Homens-Lava
Os Homens-Lava são uma espécie de seres subterrâneos que sofreram mutações por causa de um encantamento do demônio Cha'sa'dra, nativo do Limbo. Assim, ficaram com a pele assemelhada à lava endurecida. O primeiro Homem-Lava a visitar a superfície foi Molto, que foi expelido para fora dos subterrâneos por uma reação vulcânica causada por Loki. Encontrou Thor e ele e os outros Homens-Lava mais tarde conheceram os Vingadores. Cha'sa'dra retornou à nossa dimensão durante a saga "Inferno" e foi destruído pelos Vingadores, quando então os Homens-Lava foram transformados em material sólido e aparentemente sem vida.
Os Homens-Lava tinham a pela avermelhada e com a consistência de uma rocha densa. Quando morrem, imediatamente eles se transformam em pó. Os Homens-Lava sofreram uma metamorfose e ficaram com a pele dourada. Grotesko transformou em servos os de pele avermelhada remanescentes. Não se sabe se há uma versão feminina para o Povo-Lava.
Os Homens-Lava formavam um governo do tipo tribal mas ficaram sob uma monarquia, com Grotesco como seu rei. A tecnologia é primitiva e os Homens-Lava são profundamente místicos e pacíficos, exceto quando são levados à guerra por conta de seu fervor religioso. O Povo-Lava é nômade. Jinku era um feiticeiro dos Homens-Lava dourados. Outros do Povo-Lava conhecido eram Akor, Danka e Kelak, além de Molto. Inimigos deles são os Vingadores, Thor, Molóides e Tyranoides, Brutus e os Deviantes. O maior aliado é Grotesco, além de Capitã Marvel e o demônio Cha'Sa'Dra.
A primeira aventura dos Homens-Lava foi na revista Journey into Mystery #97 (Outubro de 1963), por Jack Kirby, quando Molto chegou à superfície.

### Batalhas dos Homens-Lava
Molto surgiu na superfície da Terra e lutou contra Thor em Nova Iorque. Molto ficou amigo de Thor, mais tarde. Os Vingadores encontraram o Povo-Lava e Subterrânea na revista Avengers #5.
Jinku planejou usar uma máquina do Toupeira para ativar todos os vulcões da Terra. Molto foi mortalmente ferido por Jinku, mas conseguiu avisar Thor e o Tocha Humana sobre os planos do feiticeiro antes de falecer. Thor destruiu a máquina e o Tocha liderou os Molóides contra o ataque dos Homens-Lava.
Os Homens-Lava atacaram o Projeto Pégasus até serem detidos pelos Vingadores Os Homens-Lava guerrearam contra outros Subterrâneos e chegaram a capturar o Toupeira.
Jinku criou pela feiticaria um grupo de Homens-Lava para atacar os Vingadores e a Hidro-Base. Nesta história foi contado como o demônio Cha' Sa' Dra transformou um grupo de Gortokianos nos primeiros Homens-Lava e como se transformaram em seres dourados.
Mais tarde, os Homens-Lava de pele vermelha remanescentes foram dominados por Grotesco.

### Poderes e Habilidades
Os Homens-Lava são extremamente resistentes ao fogo e a altas temperaturas. Eles continuamente geram calor em seus corpos suficientemente para derreter suas vítimas. Eles possuem habilidades místicas e não envelhecem. Alguns Homens-Lava podem usar magia e crescer e se tornarem gigantes. Alguns Homens-Lava conseguem controlar a lava para construir seus prédios e altares de adoração aos demônios. Os Homens-Lava dourados podem fundir seus corpos, criar uma enorme esfera que desafia a gravidade. Jinku criou um gupo de Homens-Lava com superpoderes, além dos poderes naturais do seu povo. Os Homens-Lava também possuem audição aguçada e visão noturna.